# Kōriki Jōjima

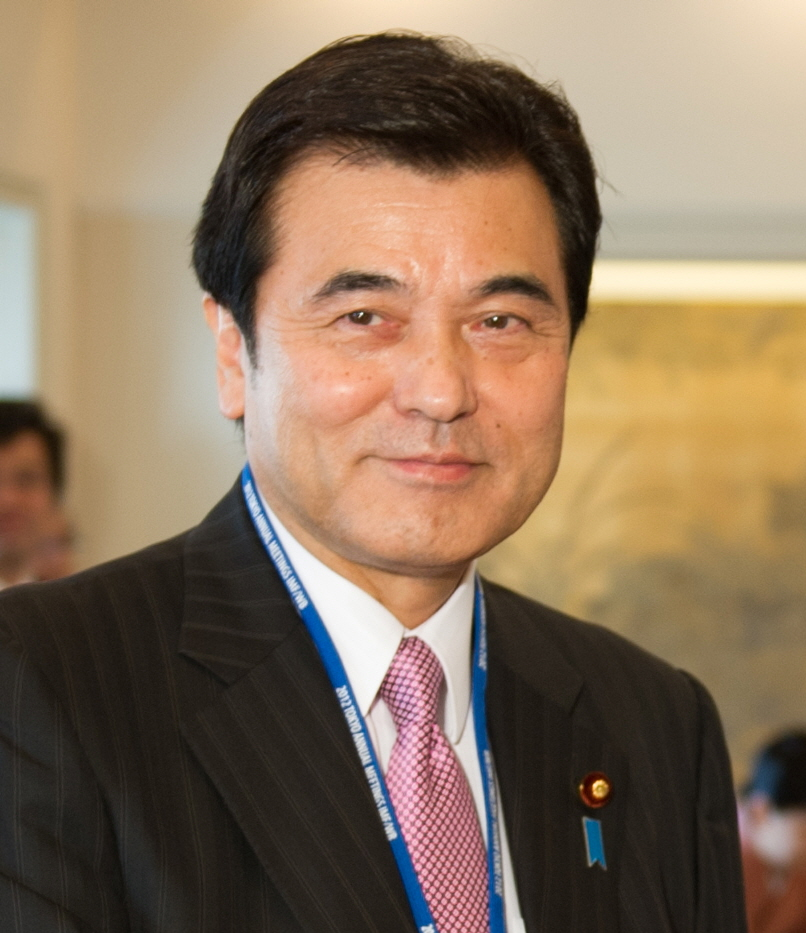
Jojima Koriki Treffen mit US-Finanzminister Timothy Geithner im Oktober 2012

Kōriki Jōjima (japanisch 城島 光力 Jōjima Kōriki, eigentlich und bis 2005 auch bei Wahlen 城島 正光 Jōjima Masamitsu; * 1. Januar 1947 in Yanagawa, Präfektur Fukuoka) ist ein japanischer Politiker der Demokratischen Partei (DPJ). Er war von 1996 bis 2012 Mitglied des Shūgiin, zuletzt für den Wahlkreis Kanagawa 10, und von Oktober bis Dezember 2012 Finanzminister im Kabinett Noda.
Jōjima, Absolvent der La-Salle-Oberschule in Kagoshima und der agrarwissenschaftlichen Fakultät der Universität Tokio, arbeitete nach seinem Studienabschluss 1970 für Ajinomoto, wo er 25 Jahre lang blieb. Dort übernahm er später auch Führungspositionen in der Ajinomoto-Unternehmensgewerkschaft.
Bei der Shūgiin-Wahl 1996 wechselte Jōjima in die Politik: Für Ichirō Ozawas Neue Fortschrittspartei (NFP) kandidierte er im Verhältniswahlblock Tokio auf Listenplatz 1 und war sicher gewählt. Nach der Auflösung der NFP kam er 1998 über Kansei Nakanos Shintō Yūai zur „neuen“ DPJ. Für diese übernahm er bei den Wahlen 2000, 2003 und 2005 die Kandidatur im Wahlkreis Tokio 13 gegen Ichirō Kamoshita (LDP), konnte sich aber nur 2003 durchsetzen. 2000 wurde er über den Verhältniswahlblock wiedergewählt, 2005 verlor er sein Mandat. Für die Wahl 2009 übernahm er den Wahlkreis Kanagawa 10, der Teile der Stadt Kawasaki umfasst, und zog gegen Kazunori Tanaka (LDP) erneut ins Parlament ein.
Jōjima war 2002 Mitglied des „nächsten Kabinetts“, des DPJ-Schattenkabinetts von Naoto Kan. Höhere Vorstandspositionen in der Nationalpartei übernahm er nach dem Regierungswechsel 2009: 2010 wurde er unter Naoto Kan stellvertretender Vorsitzender im politischen Planungsausschuss, 2011 unter Yoshihiko Noda stellvertretender Generalsekretär. Im Januar 2012 berief ihn Noda bei einer Umbildung von Parteiführung und Kabinett zum Vorsitzenden des Komitees für Parlamentsangelegenheiten. Er ist seit 2011 außerdem Vorsitzender des DPJ-Präfekturverbandes Kanagawa. Bei einer Partei- und Kabinettsumbildung im Oktober 2012 ersetzte er Finanzminister Jun Azumi, der in die Parteiführung wechselte.
Bei der Shūgiin-Wahl 2012 erhielt Jōjima im 10. Wahlkreis Kanagawa nur 21,9 % der Stimmen und unterlag damit Kazunori Tanaka (LDP, 37,5 %). Eine Wiederwahl über den Verhältniswahlblock verfehlte er damit ebenfalls und wurde wie sieben weitere amtierende Minister im Kabinett Noda abgewählt. 2014 erhielt er zwar wieder mehr Stimmen, unterlag Tanaka aber noch klarer, der eine absolute Mehrheit der Stimmen gewann.
2015 kündigte er seinen Rückzug aus der aktiven Nationalpolitik an.